# Condemned: Criminal Origins
『Condemned: Criminal Origins』（コンデムド：クリミナルオリジンズ）とは、2005年12月に北米でMonolith Productionsが開発し、セガよりXbox 360で発売されたホラーFPSである。日本語版では『Condemned: Psycho Crime』（コンデムド：サイコクライム）とタイトルを変えている。2006年4月にはPCに移植されている（日本語版は未発売）。
なお、米国大手ゲーム情報サイト「IGN」で、2008年10月29日に掲載された“ここ数年で最も怖いゲーム”のランキングでは、ノミネートされた全13作品中、見事1位を獲得している（続編『Condemned 2: Bloodshot』は10位）。

## 概要
警官殺しの罪を着せられたFBI捜査官による真犯人の捜索と、その道中で様々な悪意に巻き込まれていくというストーリー。FPSというジャンルでありながら、鈍器による近接戦闘がメインという異色の作品。登場する敵は全て何かの影響で発狂してしまった人間（日本語版ではCEROレーティングの都合上「ゾンビ」と表現されている）。ただし人間とは容姿がかけ離れた者もおり、人として括るのが難しい敵も存在する。舞台は荒廃した建造物や施設の内部など、暗く薄汚れた場所で至る箇所に血痕や殺人鬼が描いた不気味な模様が終始にわたって展開される。綿密に描かれたグラフィックはXbox 360発売初期のソフトながらも極めて陰湿な世界観を醸し出している。

## ストーリー
とある街で、鳥の死骸が大量に発生するという奇怪な現象が起こっていた。それと同じくして、暴徒による犯罪が異常なまでに増加し始めていた……
FBI捜査官イーサン・トーマスは自分が担当している連続殺人犯「マッチメーカー」による犯行現場の調査をしていた。現場検証をしている最中、同ビルに容疑者が潜伏していることに気づいたイーサンは後を追うも、容疑者に襲われ銃を奪われてしまう。そして容疑者はイーサンから奪った銃で捜査官2人を殺害し、イーサン自身も男に殴られ意識を失う。
意識が戻るとそこは自宅で、ソファーに謎の男が腰掛けていた。男から警官殺しの濡れ衣を着せられたことを知ったイーサンは自身の潔白を証明するため、真犯人を追うことを決意する。

## 登場人物
イーサン・トーマス（Ethan Thomas）
声 - グレッグ・グランバーグ
FBI捜査官。捜査の腕は並程度だがある種の第六感に長けており、それを頼りにいくつかの事件を解決してきた。連続殺人犯「マッチメーカー」による殺人現場の検証中、付近に潜んでいた容疑者を追うが逆に拳銃を奪われ警官殺しの罪を着せられてしまう。一夜にして追われる立場となってしまった彼は身の潔白を証明するために数少ない協力者の力を借りて真犯人を追うが、その道中で段々と人間が持つ「悪意」によって精神を蝕まれてゆく……。
本人もカルテを確認するまで知らなかったが、過去に何かしらの手術を受けた痕がある。
ローザ・エンジェル（Rosa Angel）
声 - Kimberli Colbourne
FBI捜査官。ラボラトリー勤務でイーサンの唯一の協力者。上司には秘密でイーサンがデジタルカメラで転送した現場の写真などを分析し、イーサンに助言を与える。
マルコム・ヴァンホーン（Malcolm Vanhorn）
声 - ジョン・アームストロング
イーサンの父の友人で、イーサンに警官殺しの容疑がかけられていることを告げ、追っ手から逃がした初老の男。イーサンが持つ特別な力のことを知っており、その後も度々イーサンの前へ姿を現すが、その真意は不明。
アイク・ファレル（Ike Farrel）
声 - ピーター・ジェイコブス
イーサンの上司。イーサンを警官殺しの容疑者として逮捕しようとしている。
ディケンソン（Dickenson）
声 - ピーター・ジェイコブス
イーサンの同僚。イーサンの銃を奪ったシリアルキラーXに射殺される。
ベッカー（Becker）
声 - ピーター・ジェイコブス
警察官。パトロール中に遺体を発見し、イーサンとディケンソンを応援として呼ぶ。ディケンソンと同様に射殺される。
マッチメーカー（The Match Maker）
連続殺人犯。女性のみを殺し、死体を男性のマネキンと向き合わせて周囲を彩るという手口を使う猟奇殺人鬼。右の人差し指を失っている。
トーチャラー（The Torturer）
連続殺人犯。誘拐した人間を閉じ込めて苦痛を与え、最終的に自殺させる猟奇殺人鬼。
シリアルキラーX（Serial Killer X）
声 - ピーター・ジェイコブス
イーサンの拳銃を奪い、その拳銃で警官を射殺した張本人。ずっと以前からイーサンの行動をストーキングしており、彼が担当している殺人事件を秘密裏に追いかけ、イーサンよりも先にその犯人を犯人と同じ方法で殺害する事で幾つかの事件を迷宮入りとさせていた。本名は「リーランド（Leland）」。

## 調査
本作品の特徴は、ただ敵を倒して先に進むだけでなく、様々な分析機械を使って犯人に結びつく手掛かりを探していく、というプレイスタイル・ゲームデザインである。分析機械の使用・調査行動は、無操作イベントではなく、プレイヤー自身がゲーム中に行う。血痕からのDNA鑑定、特殊波長の光を当てて痕跡を見付ける、現場を撮影してパートナーに詳細な解析をしてもらうなど、他にも多彩にある。

## 武器
武器はステージ中のあらゆる場所にあり、また、あらゆる敵がそれぞれ所有している。壁に設置されたパイプラインから鉄パイプを抜き取ったり、駅に所々ある収納ボックスから消火斧を持ち出したり、無造作に落ちている廃材（木材）を拾って、それらを武器として使う。
これは主人公だけでなく、敵も自律判断して主人公と同じように、ステージに存在する武器を調達してきて、襲い掛かってくる。武器を持っている敵を倒すと、その敵が使っていた武器を奪って使用することが出来る。